# NGC 990
NGC 990 je galaksija u zviježđu Ovan.

## Vanjske poveznice
- SEDS: NGC 990